# Alparslan Babaoglu-Marx
Alparslan Babaoglu-Marx (geb. 1964 in Lübeck), Künstlername „Der Integrator“, ist ein türkischstämmiger Kabarettist, Buchautor, Integrations-Aktivist und Initiator des D-Länder-Projekts.

## Werdegang

### Allgemein
Babaoglu-Marx wurde 1964 in Lübeck geboren und ist in Istanbul aufgewachsen. Nach dem Abitur kehrte er nach Deutschland zurück, wo er eine Ausbildung im Hotelgewerbe absolvierte und sich Anfang der 1990er Jahre in der Baubranche selbständig machte. Heute lebt er in Köln und hat sich neben dem Beruf dem Thema Integration verschrieben.

### Engagement
Bedingt durch öffentliche Integrationsdebatten und eigene Erfahrungen begann sich Babaoglu-Marx ab dem Jahr 2005 mit dem Thema Integration zu befassen, welche nach seiner Auffassung in Deutschland nie stattgefunden hat. Um auf das Thema aufmerksam zu machen und den öffentlichen Dialog anzuregen, initiierte er Diskussionsrunden, Informationsveranstaltungen und Aktionen, die die kulturelle Begegnung in den Vordergrund stellen. Das Engagement umfasste sowohl kleinere Aktionen wie eine Rezeptbörse, Kinderaktionsgruppen in Schulen bis hin zur Teilnahme am Kölner Karneval mit einer multikulturellen Fußgruppe und Auftritten in verschiedenen TV-Sendungen.

### Kabarettist –Der Integrator
Im Rahmen seines Engagements entstand 2008 die Kunstfigur „Der Integrator“, mit der Babaoglu-Marx als politischer Kabarettist auftritt.

### Initiator D-Länder-Projekt
Parallel zu seiner Arbeit als Kabarettist rief Babaoglu-Marx das Projekt „D-Länder“ ins Leben, mit dem er dazu aufruft, eine gemeinsame Bezeichnung für alle in Deutschland lebenden Menschen zu finden und zu etablieren, unabhängig von ihrer ethnischen Herkunft (Beispiele: „D-Länder“, „Deutschländer“ oder „DE-Inländer“). Ziel des Projektes ist die Steigerung des Zugehörigkeitsgefühls von Ausländern und gleichzeitig ein Beitrag zur Bildung einer neuen, territorialen Identität aller in Deutschland lebenden Menschen.

### Buchautor
Im Jahr 2014 veröffentlichte Babaoglu-Marx ein kabarettistisches Aufklärungsbuch, das sich mit der Migrations- und Integrationsgeschichte von Türken in Deutschland beschäftigt und alle Erkenntnisse im Rahmen seines Engagements und Lösungsvorschläge umfasst.

## Veröffentlichungen
- Lernt erst mal deutsch, und dann sehen wir weiter. Books on Demand, Norderstedt 2014, ISBN 978-3-735-71859-4